# Roter Neon

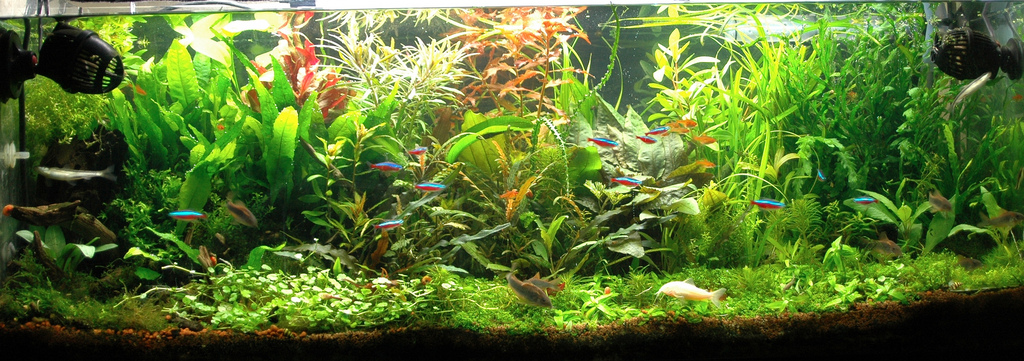
Aquascape-Becken mit Roten Neons

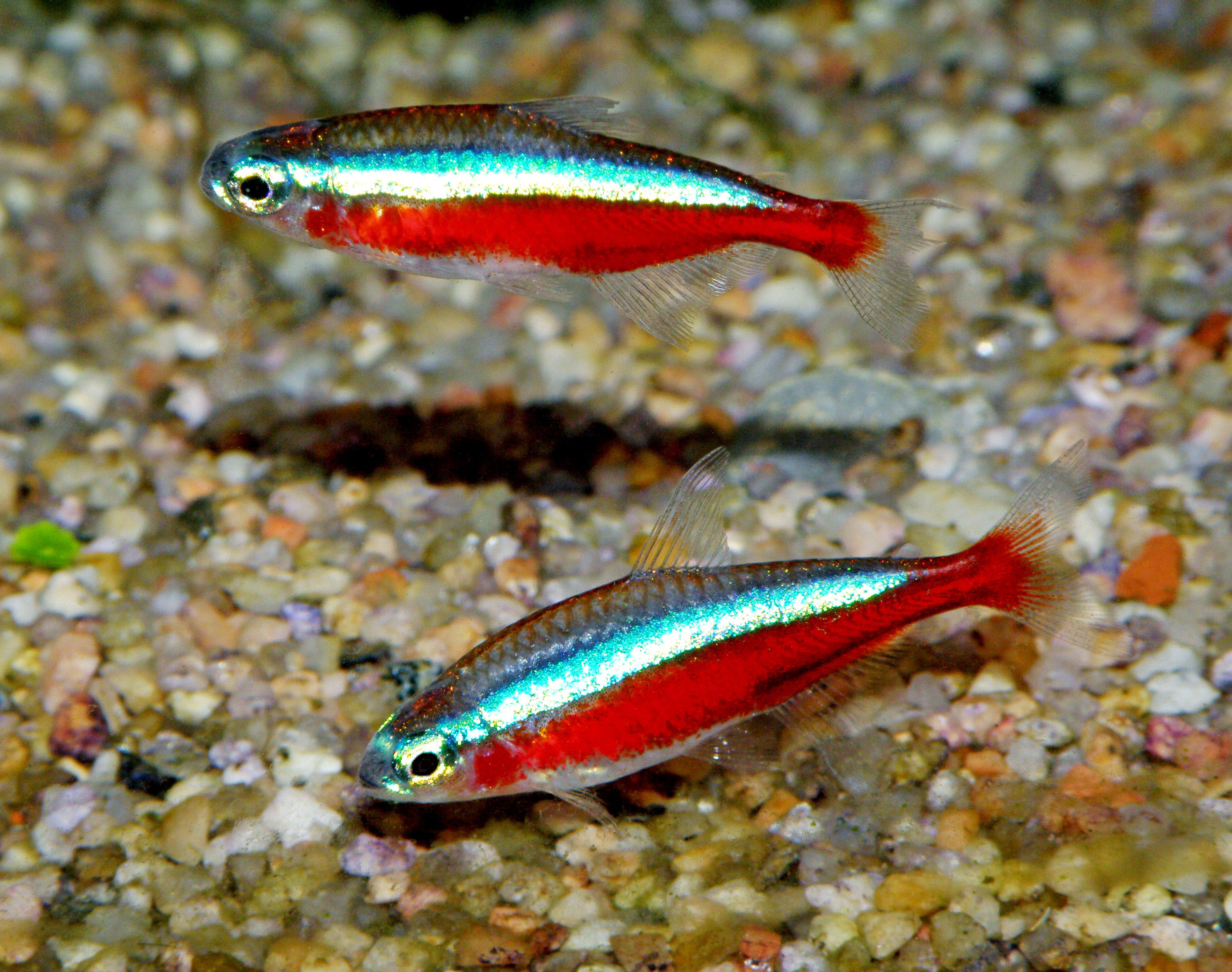
Rote Neons

Der Rote Neon (Paracheirodon axelrodi, Synonym: Cheirodon axelrodi, Hyphessobrycon cardinalis), auch Kardinaltetra genannt, ist ein Süßwasserzierfisch aus der Ordnung der Salmlerartigen. Er stammt aus Südamerika.

## Merkmale
Rote Neons werden 2,5 cm SL bis 5,1 cm SL lang, wobei in Aquarienhaltung aufgezogene Tiere größer werden und höhere Wachstumsraten haben. Der Körper ist moderat gestreckt und seitlich nicht abgeflacht, am höchsten an oder leicht vor der Basis der Rückenflosse (Dorsale). Kopf und Schnauze sind relativ kurz, die Schnauze stumpf, das Maul fast endständig, der Unterkiefer leicht im Oberkiefer wenn das Maul vollständig geschlossen ist. Dorsal (am Rücken) ist der Rote Neon dunkel olivbraun mit einem netzartigen Muster, gebildet von dunklen Chromatophoren. Ein blaugrün irisierender Streifen verläuft an der Seite von vor dem Auge über die Hornhaut (dort gewöhnlich oben kräftiger) und über die Kiemendeckel bis zum hinteren Rand der Fettflosse. Über dem blaugrünen Band verläuft ein Streifen dicht stehender, dunkler Chromatophoren. Ventral (zum Bauch hin) ist der Rote Neon kräftig rot gefärbt, der Bauch selbst ist silbrig weiß, manchmal das Licht blau reflektierend. Die Flossen sind mit Ausnahme eines schwach weißen Bereichs an den vorderen Strahlen der Afterflosse (Anale) durchsichtig. Ein Schulterfleck ist nicht vorhanden.
Den Körper bedecken Cycloidschuppen. Die Seitenlinie ist unvollständig mit 5 bis 8 durchbohrten Schuppen, in einer Reihe liegen 30 bis 33 Schuppen. Um den Schwanzflossenstiel liegen 12 Schuppenreihen. Die Rückenflosse wird von 2 Stachelstrahle und von 8 bis 9, gewöhnlich 9, Weichstrahlen gestützt. (Afterflosse III/14–19, Brustflosse (Pectorale) I/10–11, Bauchflosse (Ventrale) I/7). Eine Fettflosse ist vorhanden. Am dorsalen Schenkel (Ast) des Kiemenbogens sitzen 6 bis 8 (gewöhnlich 7), am ventralen Schenkel 11 bis 14 (12 bis 13) Kiemenreusendornen. Es gibt insgesamt, einschließlich derer am Weberschen Apparat und des letzten Schwanzwirbel (Urostyl), 31 bis 33 (gewöhnlich 32) Wirbel.
Die Geschlechter der Neons sind kaum zu unterscheiden, meist sind die Weibchen etwas kräftiger als die Männchen.

## Typenfundorte
Der Rote Neon wurde fast gleichzeitig von Schultz und von Myers und Weitzman beschrieben, jeweils mit unterschiedlichen Typenfundorten. Schultz gab für zwei Exemplare „irgendwo in der Nähe von Porto Velho am Rio Madeira, Amazonas, Brasilien“ an. Dazu merkte er an, dass die Tiere von Herbert R. Axelrod stammen, der sie wiederum von Sol Kessler, Inhaber des Fish Bowl, New Jersey erhalten habe. Zum Fundort habe Axelrod keine Informationen vom Importeur Paramount Aquarium Inc. erhalten. Ein weiterer Sammler in der Region, namentlich unbekannt, nannte ihm aber Porto Velho am Rio Madeira. Myers und Weitzman gaben als Fundort Rio Negro, Amazonas, Brasilien an. Ihre Exemplare hatten sie ebenfalls von Paramount Aquarium Inc. über W. T. Innes erhalten. Auf den Etiketten beschriftet mit Tomar (0°25'S, 63°55'W) am Rio Negro, Amazonas, Brasilien.
Weitzman gab nach Ladiges (1956) zur Entdeckung der Art an, dass sie vom Rio Negro stammt, nicht aus dem Rio Madeira. Ladiges hatte 1953 einen Brief von Harald Sioli erhalten, der im Amazonasgebiet limnologische Untersuchungen durchführte. Sioli fand nahe der Mündung des Río Vaupés und des Rio Içana nahe Sao Felipe, beide Flüsse sind westliche Nebenflüsse des Rio Negro mit Quellgebiet in Kolumbien, Rote Neon. Er fing Fische in einem sehr kleinen Teich, hielt sie für Paracheirodon innesi, wunderte sich jedoch, dass diese Art so weit vom üblichen Fanggebiet entfernt zu finden war. Ein paar Exemplare schickte er zu Ladiges nach Hamburg, diese kamen jedoch nie an. Im Nachhinein könnten es also P. simulans oder P. axelrodi gewesen sein. Allerdings kommt P. axelrodi normalerweise in den unteren Teilen der Nebenflüsse des oberen Rio Negro vor, während P. simulans weiter stromaufwärts vorkommt und selten, wenn überhaupt, an derselben Stelle. Das lässt es sehr wahrscheinlich erscheinen, dass Sioli tatsächlich P. axelrodi gefangen hat.

## Vorkommen und Lebensraum
Das Verbreitungsgebiet des Roten Neon ist das mittlere bis obere Rio Negro (Amazonas) Einzugsgebiet in Brasilien sowie das obere Orinoco Einzugsgebiet im südöstlichen Kolumbien und südwestlichen Venezuela. Nach Geisler und Annibal (1984) stellt linksseitig des Rio Negro (stromabwärts gesehen) der Rio Branco eine Verbreitungsgrenze nach Osten dar. Rechtsseitig des Rio Negro ist nach dem Rio Caurés kein gesichertes Vorkommen bekannt, obwohl bei hohem Wasserstand eine Verbindung zum Gebiet des Rio Japurá möglich und die südliche Verbreitungsgrenze damit offen bleibt. Zumindest im Raum um Manaus und in Suriname wurde er eingeführt.
Rote Neons leben in freier Natur in kleinen Nebenbächen, den so genannten Igaparés, des Rio-Negro-Gebietes. Im Hauptfluss des Rio Negro, der Schwarzwasser führt, kommt der Rote Neon nicht vor. Paracheirodon axelrodi hat ähnliche Ansprüche wie der Neonsalmler, schwimmt jedoch nicht – wie fälschlich behauptet wird – in Schwarzwasserflüssen, sondern sein Lebensraum ist bestimmt von sehr nährstoffarmem Klarwasser. Dieses Wasser ist oft braun, glasartig-durchsichtig, sauer (pH zwischen 4 und 5) und hat einen niedrigen Leitwert (meist um 20µS/cm, in einigen Fällen auch nur 5 µS/cm). Dabei handelt es sich häufig um kleinere Bäche und Flüsse, abseits der großen Hauptströme, wo er sich bevorzugt an beschatteten Stellen der seichten Uferbereiche, in Tiefen zwischen 40 cm und 70 cm aufhält. Innerhalb dieser Flachwasserzonen herrscht fast kompletter Wasserstillstand. Nach Geisler & Annibal nennt man diese Bereiche in Amazonien „remanso“. Ein sehr wichtiger Aspekt im natürlichen Klarwasser-Lebensraum der Roten Neons ist das Vorhandensein großer Mengen von Unterwasserpflanzen, die im Rio Negro fehlen, denn durch den Lichtmangel im Schwarzwasser kommt noch der hohe Nährstoffmangel hinzu.
Das Verbreitungsgebiet erstreckt sich bei Santa Isabel do Rio Negro (ehemals Tapuruquara) im mittleren Rio-Negro-Becken bis zum Unterlauf des Río Vaupés und den Nebenflüssen Içana, Río Guaviare, Inírida, Río Meta und Vichada in Kolumbien. Dieser Lebensraum ist geprägt von Igapó- und Igarapé- Vegetation mit dichter überhängender Ufervegetation und einem hohen Aufkommen von Baumwurzeln, heruntergefallenen Ästen und Laub, die der kleinwüchsigen Fischart Schutz vor Raubfischen bieten. Bei der Zersetzung des organischen Materials werden Huminstoffe freigesetzt, die zu den sauren Wasserbedingungen führen. Er findet sich im Ökosystem des Orinoco, lokal als Morichales bezeichnet, in klaren Waldbächen und kleineren langsam fließenden Nebenflüssen mit Sandgrund.
Beide unterschiedlichen Habitattypen zeigen einen von Regen- und Trockenzeit geprägten Jahresverlauf. Während der Trockenzeit ziehen sich Schwärme des Roten Neons in die noch wasserführenden Hauptstromkanäle zurück und suchen strömungsarme Gewässerzonen mit Laubschicht und organischem Detritus auf.
Beim Einsetzen der Regenzeit verteilen sich die Fische auf einen sich vergrößernden Wasserkörper. Dabei werden auch die Laubschichten verwirbelt und Sandgrund freigelegt, was Paracheirodon axelrodi bewegt, überschwemmte Vegetation und Unterwasserwurzeln zum Schutz aufzusuchen.
Die Laichzeit hängt mit dem Überschwemmungszyklus zusammen. Laichsubstrat bildet dabei häufig der semiaquatische Farn Trichomanes hostmannianum. Während der Regenzeit vermischen sich auch vormals isolierte Kardinalsalmlerpopulationen.

## Lebensweise
Zur Nahrungsaufnahme suchen Gruppen von einigen Dutzend Tieren zwischen Wurzeln und Wasserpflanzen und über abgesunkenen Blättern nach Fressbarem, dabei vermutlich Periphyton pickend. Eine Analyse des Magen- und Darminhaltes von Fischen, die in ihrem natürlichen Lebensraum gefangen wurden, zeigt, dass Rote Neons im Wesentlichen Räuber sind. Winzige Krebstiere (Mikrocrustaceen) und Zuckmückenlarven (Diptera) waren die häufigste Beute. Daneben fanden sich unter anderem kleine Wenigborster und Milben. Mesofauna, Eier von Wirbellosen (möglicherweise auch von winzigen Krebstieren und Fischen) und Algen wurden von größeren Exemplaren nur relativ selten genommen. Kleinere Exemplare könnten allerdings pflanzliches Material, sessile Rädertierchen, Testate Amöben, Algen und Eier bevorzugen, da diese leichter aufzunehmen sind als größere, frei schwimmende Beute.
In seiner natürlichen Umgebung bleibt der Rote Neon klein und hat eine Lebenserwartung von kaum mehr als einem Jahr. Zu den „annual fishes“ im engeren Sinn gehört die Art aber nicht, da sie unter besseren Bedingungen älter und größer werden kann. Bei der Studie von Walker war unter 80 Fischen nur ein Weibchen mit größeren Eizellen, jedoch nur einer Körperlänge von 24 mm während Axelrod (1990) bis 50 mm angibt. Geisler und Annibal sehen den Grund dafür hauptsächlich im geringen Nahrungsangebot. Walker geht allerdings davon aus, dass die jährlichen Überschwemmungszyklen mit weiten Wanderungen zwei Mal im Jahr und die Bedrohung durch größere Raubfische viel Energie verbrauchen. Damit wären Stress, die Bewegung und möglicherweise eine verkürzte Zeit zur Nahrungsaufnahme die begrenzenden Faktoren für Wachstum und Fortpflanzung.
In Klarwasserbiotopen hält sich der Rote Neon bevorzugt an beschatteten Stellen auf. Nach Geisler & Annibal könnten die Jungtiere des Roten Neons, ohne die in den Wasserpflanzenbeständen vorhandenen Copepoden nicht überleben.

## Handel
Bei den meisten gehandelten Tieren handelt es sich um Wildfänge aus den Nebenflüssen des Rio Negro und des Orinoco.
Der Export von Roten Neon findet in Brasilien schwerpunktmäßig in Manaus und Barcelos statt. Bereits in den 1980er Jahren wurden jährlich etwa 20 bis 25 Millionen Fische, in der Wintersaison bis 100.000 Tiere in der Woche, aus Brasilien ausgeführt.
Nach einer Studie von 2001 war der Rote Neon der am häufigsten gehandelte Zierfisch des  Bundesstaates Amazonas. Jährlich wurden 12 bis 15 Millionen Fische exportiert, etwa 80 % bzw. 70 % des Zierfischhandels von Amazonas.
Mittlerweile wird in Tschechien, aufgrund seines Vorkommens von Weichwasser, ein Großteil der Nachzuchten für den europäischen Aquarienmarkt produziert.
Heute ist der Rote Neon im Aquarienhandel in großer Stückzahl zu einem niedrigen Preis erhältlich.

## Aquarienhaltung
Die friedlichen Tiere sollten in Gruppen von zehn oder mehr Individuen gehalten werden. Während die Art in der Natur nur wenig mehr als ein Jahr alt wird, kann sie in Menschenobhut ein Alter von mehr als fünf Jahren erreichen. Im Gegensatz zum Neonsalmler hat der Rote Neon ein höheres Temperaturbedürfnis und sollte in beheizten Aquarien mit Werten von mindestens 25 °C bis maximal 30 °C (Durchschnitt 27 °C) gehalten werden. In ihren natürlichen Habitaten beträgt die untere Temperaturgrenze 25 °C. Die Aquarienhaltung des geselligen und friedfertigen Roten Neons gilt als unproblematisch und auch für Anfänger geeignet. Es lässt sich jedoch feststellen, dass Wildfänge aus Amazonien hinsichtlich der Wasserchemie empfindlicher reagieren als tschechische Nachzuchten.
Paracheirodon axelrodi benötigt ein Becken mit einer Mindestlänge von 60 cm und eine dichte Bepflanzung für Schutz und Beschattung (insbesondere durch Schwimmpflanzen wie Südamerikanischer Froschbiss (Limnobium laevigatum), Tigerlotus, Muschelblume/Wassersalat (Pistia stratiotes) u. a.), sucht aber auch bevorzugt den mittleren Beckenbereich als Schwimmraum auf.
Die Spezies hat trotz ihrer geringen Größe einen gewissen Bewegungsbedarf und Raumanspruch, daher können konkurrenzstarke größere Fischarten (z. B. Odessabarbe (Pethia padamya), Schwanzfleck-Algenfresser (Crossocheilus reticulatus)) ihr Wohlbefinden stark herabsetzen. Die Gesellschaftshaltung mit Skalaren ist ebenfalls ungünstig, da Skalare von Roten Neons als Fressfeinde erkannt werden und Schwarmformation eingenommen wird.
Unter normalen Bedingungen verteilt sich der Rote Neon relativ gleichmäßig im Aquarium und grenzt sogar oft kleinere Individualreviere ab. Gruppenbildung zeigt er in Anwesenheit von Fressfeinden. Diese Fischart sollte aufgrund ihrer sozialen Bedürfnisse in Gruppen nicht unter zehn Exemplaren gehalten werden. In der Natur kann man Ansammlungen von mehreren hunderten Individuen finden. Im Kölner Zoo wird in einem größeren Schauaquarium z. B. ein Schwarm von 600 Fischen gehalten.
Die Spezies, die eine gewisse ökologische Plastizität zeigt, ist an Weichwasser gewöhnt und bevorzugt eine Wasserhärte von GH < 4 und einem pH-Wert < 6,5 und weniger. Weichen die Umweltbedingungen (z. B. Hartwasser) stark von diesen Werten ab, können die Fische zwar überleben, zeigen sich aber weniger fruchtbar und die Weibchen können Laichverhärtung erleiden. Durch die veränderte Ionen- und Osmoregulation können bei den Tieren gravierende Organschäden entstehen.

### Fütterung
Der Rote Neon verhält sich in der Natur wie ein Raubfisch und frisst alle Kleinlebewesen (Kleinkrebse, Insektenlarven u. a.), die er noch bewältigen kann. Sie können mit Trocken- (Flocken, kleinkörniges Granulat u. a.) und Lebendfutter (Wasserflöhe, Cyclops, Tubifex u. a.) gefüttert werden.

### Zucht
Die Vermehrung im Aquarium ist möglich, aber schwierig.
Die Vermehrung gelingt zumeist nur unter kontrollierten Bedingungen in separierten Ablaichbecken. Dazu gehört mit einem GH/KH < 4 und einer Leitfähigkeit von < 100 µS/cm sehr weiches Wasser, ein abgedunkeltes Becken und penible Hygiene, um ein Verpilzen der Eier zu vermeiden.  Ideal ist über Torf und mit Filterwatte gefiltertes Osmosewasser, das mit einem UV-Strahler entkeimt wird.
Die Freilaicher laichen nach kurzer Balz in der Regel in den frühen Morgenstunden über einem speziellen Laichsubstrat (z. B. grüne Wollfäden) ab. Der Laich muss vor Licht abgeschirmt werden. Nach ca. 36 Stunden schlüpfen bei 29 °C die Larven. Sobald sie frei schwimmen, können sie mit Infusorien (Rädertierchen, Pantoffeltierchen, Artemianauplien u. a.) gefüttert werden. Da sie kannibalisch sind, müssen die Elterntiere nach dem Laichvorgang entfernt werden.
Die Brut schwimmt in Aquarienhaltung nach 3 bis 4 Tagen frei.